# Arcitalitrus dorrieni
Arcitalitrus dorrieni is een vlokreeftensoort uit de familie van de Talitridae. De wetenschappelijke naam van de soort is voor het eerst geldig gepubliceerd in 1925 door Hunt.